# Peter Engels
Peter Engels (* 1959 in Haan) ist ein deutscher Archivar und Historiker.

## Leben
Er studierte von 1979 bis 1987 Geschichte, klassische Philologie und Musikwissenschaft an der Universität zu Köln (1987 Staatsexamen/1990 Promotion). Von 1991 bis 1993 absolvierte er das Referendariat für den Höheren Archivdienst. Seit 1993 ist er Leiter des Stadtarchivs Darmstadt.

## Mitgliedschaften
- Mitglied der Hessischen Historischen Kommission
- Vorsitzender des Historischen Vereins für Hessen

## Veröffentlichungen (Auswahl)

### Als Autor
- Peter Engels: Darmstadt in der Stunde Null, Stadtarchiv Darmstadt, Darmstadt 1994.
- Peter Engels: Kleine Geschichte eines großen Denkmals, Darmstadt 1998.
- Peter Engels: 1000 Jahre Bessungen, Bessunger Interessen-Gemeinschaft, Darmstadt 2002.
- Peter Engels: Das Großherzogtum Hessen und sein historischer Verein, Oberhessischer Geschichtsverein, 2003.
- Peter Engels: Justus von Liebig, Stadtarchiv Darmstadt, Darmstadt 2003.
- Peter Engels: 300 Jahre Weißer Turm, Darmstädter Förderkreis Kultur e. V., Darmstadt 2004.
- Peter Engels: Residenz, Festung, Kurstadt 1914–1918, Stadtarchiv Darmstadt, Darmstadt 2014.
- Peter Engels; Unser längster Weg, Nova Verlag, 2016, Band 1 ISBN 978-3-86557-381-0, Band 2 ISBN 978-3-86557-382-7.
- Peter Engels: Darmstadt – Kleine Stadtgeschichte, F. Pustet Verlag, 2019, ISBN 978-3-7917-3085-1.
- Peter Engels: 75 Jahre Brandnacht, Stadtarchiv Darmstadt, Darmstadt 2019.

### Als Mitherausgeber
- Peter Engels et Fritz Deppert: Feuersturm und Widerstand Darmstadt 1944, H. L. Schlapp Verlag, Darmstadt 2004, ISBN 978-3-87704-056-0.
- Peter Engels et Christian Häussler: Zeitstufen auf dem Weg zur Stadt, hrsg. Altstadtmuseum Hinkelsturm, Darmstadt 2005.
- Isolde Nees, Peter Engels, Nikolaus Heiss et Klaus Völker: Kennen Sie Darmstadt?, Weststadt Verlag, Darmstadt 2009, ISBN 978-3-940179-07-4.
- Peter Engels et Klaus-Dieter Grundwald: Ein Jahrhundert Darmstadt, Justus-von-Liebig-Verlag, Darmstadt 2020, ISBN 978-3-87390-432-3.